# Ruscha Lasarowa

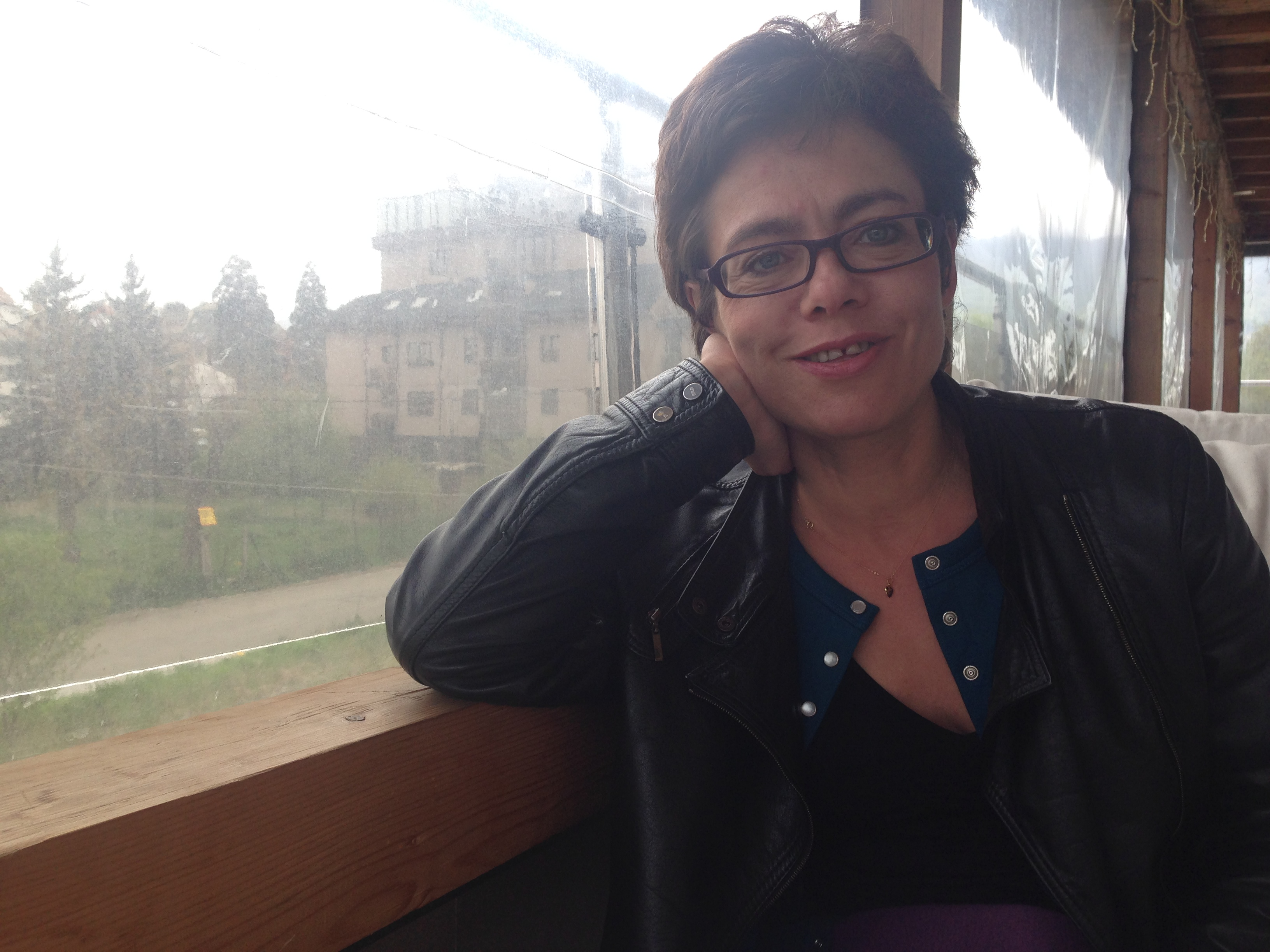
Ruscha Lasarowa

Ruscha Lasarowa (bulgarisch Ружа Лазарова; * 1968 in Sofia) ist eine bulgarisch-französische Schriftstellerin.

## Ausbildung
Sie besuchte die französische Schule Sofia und studierte Philosophie an der Universität Sofia. 1968 ging sie nach Paris.

## Preis
- Junge Prosa, 1990

## Theaterfest
- “Festival de la Correspondance”,  Grignan.

## Werke
- Sur le bout de la langue (00h00, 1998),
- Cœurs croisés (Flammarion, 2000)
- Frein (Balland, 2004).
- Mausolée (Flammarion, 2009)